# Marianne Wex
Marianne Wex (* 13. Juli 1937 in Hamburg; † 13. Oktober 2020 in Schleswig-Holstein) war eine deutsche Künstlerin und Autorin.

## Beruflicher Werdegang
Marianne Wex studierte bildende Künste an der Hochschule für bildende Künste Hamburg und in Mexiko-Stadt. Von 1963 bis 1980 war Wex als Dozentin in Hamburg tätig. Ihr Interesse am Feminismus, den Massenmedien, der Soziologie und der Heilung bestimmen die Form ihrer Kunstwerke, die Zeichen, Symbole und Farben in verschiedenen Medien wie Malerei, Fotografie, Typographie und Kalligraphie konzeptuell aufgreifen. In den 1970er Jahren begann Wex sich auf die, wie sie bemerkt, unbewussten „weiblichen“ und „männlichen“ Körpersprachen zu fokussieren. Ihre Forschung kulminierte in dem Kunstwerk: „Weibliche“ und „männliche“ Körpersprache als Folge patriarchalischer Machtverhältnisse. Wex lebte zwischen 1972 und 1977 in Hamburg. In dieser Zeit entstanden mehr als 5000 Fotografien von Frauen und Männern, die meisten davon in den Straßen von Hamburg und Umgebung. Diese Bilder spiegelten ihre Beobachtung einer sehr unterschiedlichen Körpersprache zwischen den beiden Geschlechtern wider. Wex‘ eigene Fotografien ergänzte sie mit Bildern aus Massenmedien wie Anzeigen, Filmen, Boulevardmagazinen und Zeitungen. Außerdem untersuchte und fotografierte sie Skulpturen aus dem Jahr 2000 v. Chr. und fand heraus, dass idealisierte Körperhaltungen und Körperformen der beiden Geschlechter heute in der Gegenwart weitaus divergenter auftreten als in der Vergangenheit. Wex nahm diese historischen Beispiele in ihre Arbeit mit auf. Das daraus resultierende Kunstwerk umfasst über 200 Tafeln, auf denen die Fotografien in verschiedenen Kategorien angeordnet sind. 1977 wurde es auf der Ausstellung Künstlerinnen International der Neuen Gesellschaft für Bildende Kunst erstmals in Berlin ausgestellt. Die daraus resultierende Publikation wurde in die englische und französische Sprache übersetzt, und das Projekt dient immer noch als wichtiges Vorbild in der Frauen- und Geschlechterforschung.
In den Folgejahren geriet ihr Werk nahezu in Vergessenheit. Die Tafeln zu „Weibliche“ und „männliche“ Körpersprache wurden über Jahrzehnte im Archiv des queer-feministischen Medienkollektivs Bildwechsel in Hamburg gelagert und wurden 2005 zuerst von Chris Regn in der HfBK-Galerie im Rahmen der Veranstaltungsreihe Körper und die Norm der Zweigeschlechtlichkeit mit einer Einführung von Marianne Wex wieder gezeigt. Ende der 2000er Jahre stieß der britische Kurator Mike Sperlinger auf das englischsprachige Buch und zeigte die Arbeit daraufhin 2009 in der Focal Point Gallery Nahe London, und 2012 gemeinsam mit Anja Casser im Badischen Kunstverein Karlsruhe. Seither wird das Kunstwerk weltweit ausgestellt und gilt als wegweisendes Werk der feministischen Kunst. Der FrauenMediaTurm dokumentiert das Werk in seiner Chronik der Neuen Frauenbewegung.
Nach ihrer Diagnose in den 1980er Jahren wandte sich Wex von der Kunst ab, um durch Neuseeland, Indien, Japan und Kanada zu reisen, wo sie Interesse an der Selbstheilung entwickelte. Wex reiste dann nach London, um unter Lily Cornford zu studieren. Danach begann Wex selbst Frauen in der Selbstheilung zu unterrichten. Sie setzte diese Praxis fort und beschäftigte sich zuletzt mit den Problemen und Möglichkeiten der Parthenogenese.

## Ausstellungen
- 2018: Tanya Leighton Gallery, Berlin.
- 2017: Archiv, Zürich, Schweiz.
- 2017: Zachęta – National Gallery of Art, Polen, Warschau
- 2016: Adam Art Gallery, Victoria University, Wellington, Neuseeland
- 2015: Wir nehmen uns Raum im Frauengesundheitszentrum Sirona e.V., Wiesbaden[6]
- 2014: Autocenter Space for Contemporary Art, Berlin.[7]
- 2014: Gasworks Gallery, London.[8]
- 2013: La Galerie, Noisy-le-Sec, Paris.
- 2013: Presentation House Gallery, Vancouver, Kanada[9]
- 2012: Yale Union, Portland, USA[10]
- 2009: Focal Point Gallery, London.[11]
- 2012: Badischer Kunstverein, Karlsruhe[12][4][13]
- 2005: HfBK-Galerie, Hamburg
- 1982: Institute of Contemporary Arts, London.
- 1979: Bonner Kunstverein.[14]
- 1977: Frankfurter Kunstverein;  Künstlerinnen International 1877–1977
- 1977: Neuen Gesellschaft für Bildende Kunst, Berlin im Schloss Charlottenburg; Künstlerinnen International 1877–1977
- 1976: Malerei, Zentrum für Kommunikation Schalom, Hamburg.

## Veröffentlichungen
- Deutsch in 6 einzelnen Kapiteln: Schrift/Kalligrafie in der Geschichte der Schrift in Bildern und Anwendungen. Herausgeber Walter Schulz KG, HFL Hamburg, 1967.
- "Weibliche" und "männliche" Körpersprache als Folge patriarchalischer Machtverhältnisse. Eigenverlag, 1979, DNB 810112299.
- Let's Take Back Our Space: Female and Male Body Language as a Result of Patriarchal Structures. Frauenliteratur Verlag, 1984, ISBN 3-923173-00-8.
- Parthenogenese Heute. Von der Urkraft der Frau aus sich selbst heraus zu gebären, ohne Beteiligung eines zweiten Geschlechtes. Verlag Anke Schäfer, Wiesbaden, 1992.
- Langage «féminin» et «masculin» du corps: reflet de l'ordre patriarcal. Verlag Academia-Erasme, 1993, ISBN 2-87209-284-6.
- Parthenogenese heute. Von der Urkraft der Frau aus sich selbst heraus zu gebären, ohne Beteiligung eines zweiten Geschlechtes. 2. überarbeitete Auflage (3.–8. Tausend)‚ edition frauenmuseum wiesbaden, 1996. ISBN 3-9805380-0-1
- Menschliche Parthenogenese In: Lachesis, Fachzeitschrift des Berufsverbandes für Heilpraktikerinnen. 2002.
- Parthenogenesi Oggi. 4. Überarbeitete Auflage, Verlag Vega, Edizioni Lilaurora, Morano, Sovicille, 2003. ISBN 88-88-508-01-5